# Instituut Noorthey

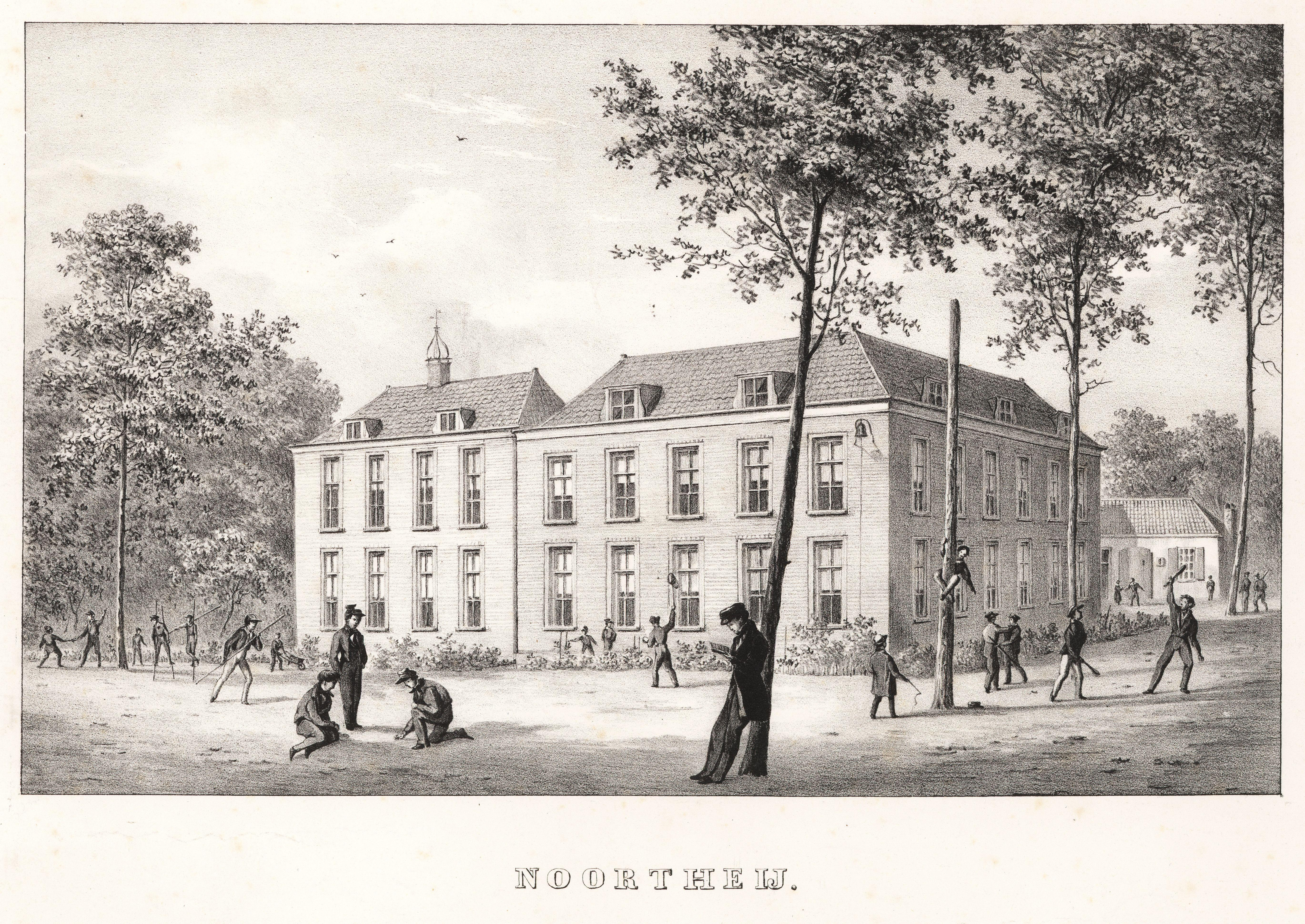
Instituut Noorthey in Veur (1849)

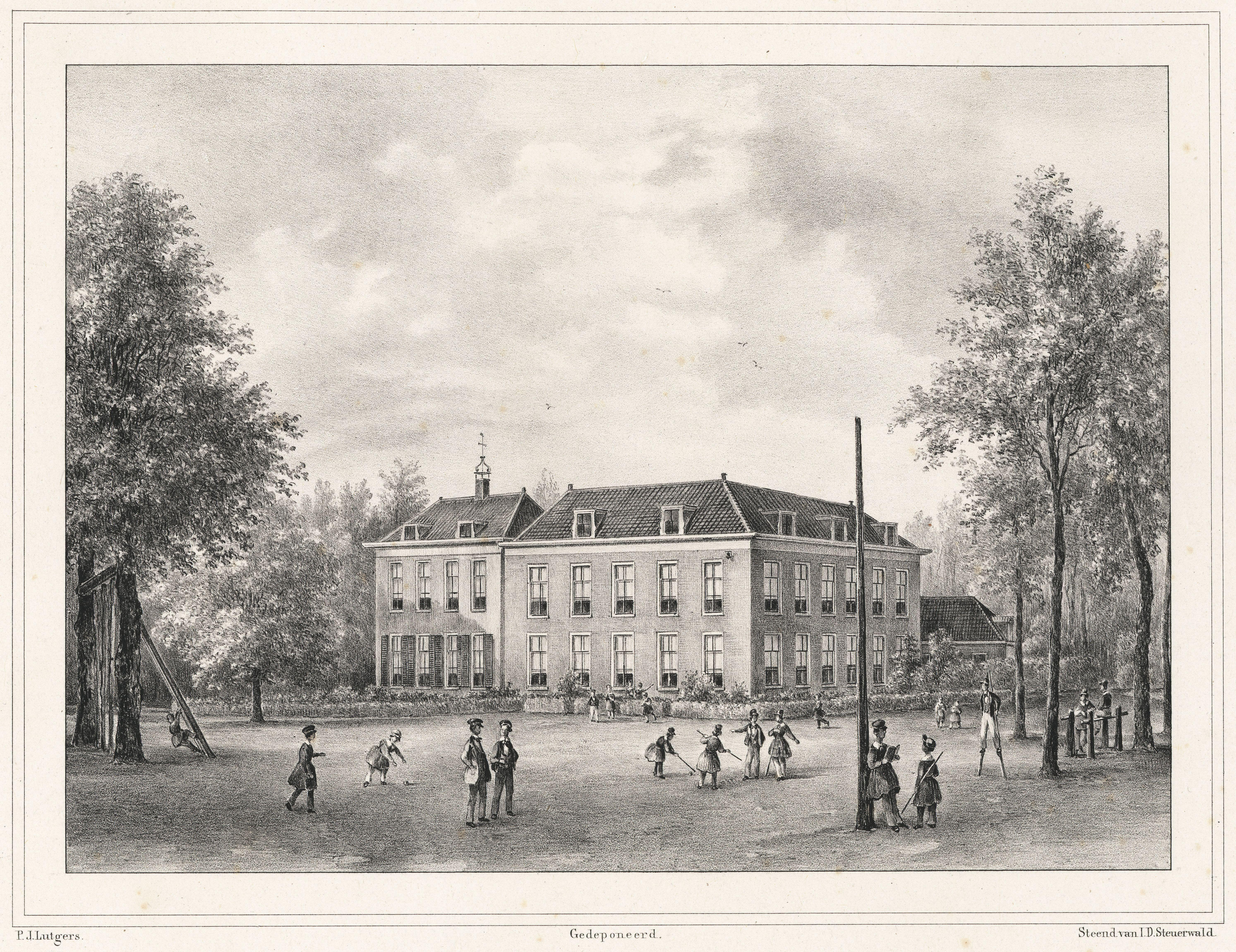
Instituut Noorthey in Veur (1855)

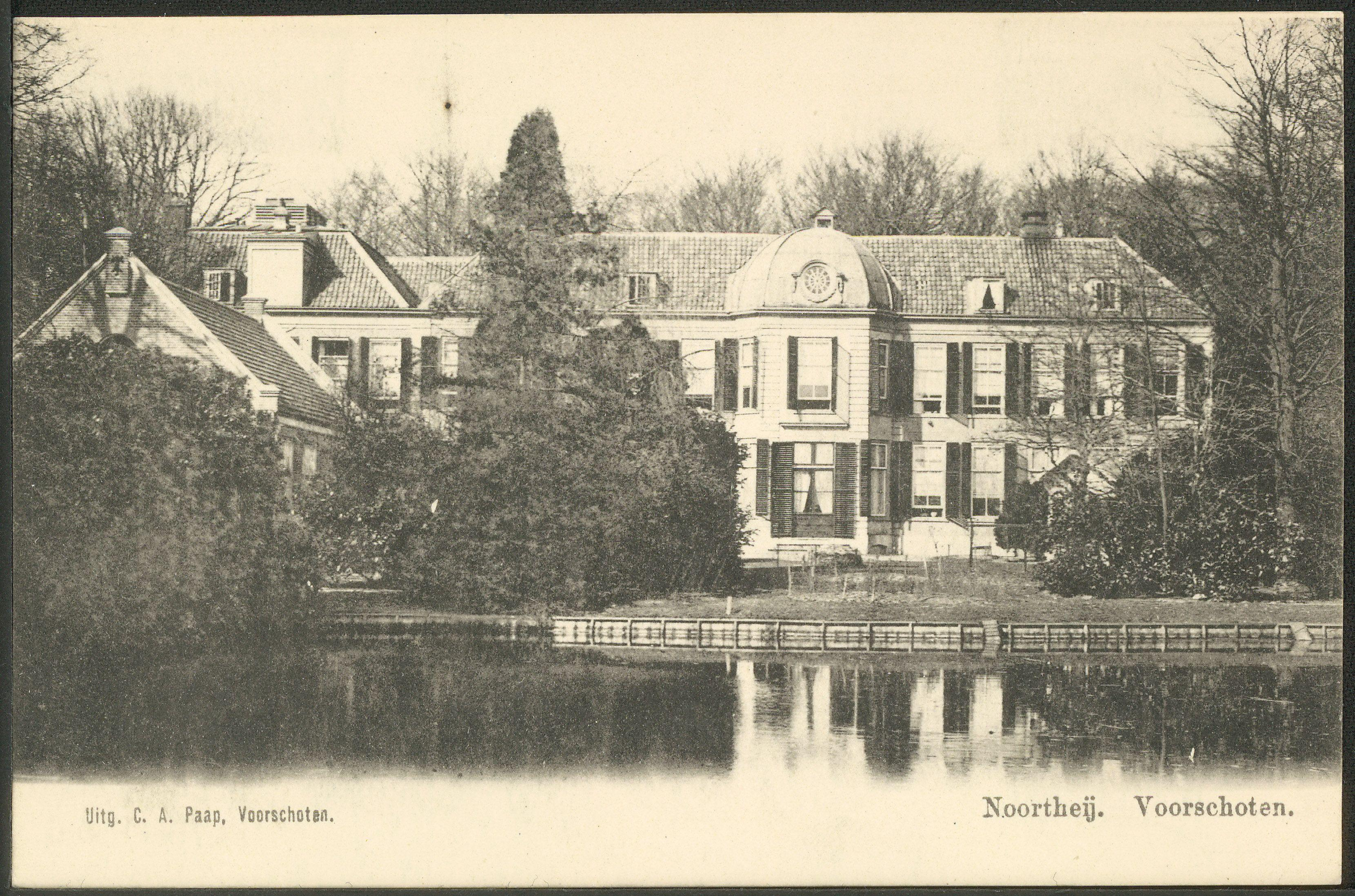
Instituut Noorthey in Stadwijk, Voorschoten (1900)

Instituut Noorthey was een kostschool voor jongens die door de onderwijzer en pedagoog Petrus de Raadt (1796-1862) werd opgericht op 24 juni 1820. Het instituut was van 1820 tot 1882 gevestigd in Veur (thans Leidschendam) en van 1888 tot 1907 in Voorschoten.

## Geschiedenis
De Raadt had in 1820 de buitenplaats Schakenbosch te Veur gekocht van de Rotterdamse familie Noorthey. Aan de naam van deze familie, die sinds 1738 de eigenaar was geweest, ontleende hij de naam "Noorthey" voor het instituut dat hij er vestigde. Zijn vader Philippus de Raadt (1763-1830), die zelf in Rotterdam een kostschool had geleid, assisteerde hem. Het instituut was al snel een succes. Reeds in 1823 was het lesgeld vastgesteld op fl 1200 per jaar, in die tijd een aanzienlijk bedrag, ook voor welgestelde ouders. In 1825 waren er 32 leerlingen.
Het instituut, met een protestants-christelijke signatuur, was zijn tijd ver vooruit. Het was een model voor ontwikkelingen die in bredere kring pas veel later zouden volgen. Tucht, kennis en sport stonden hoog in het vaandel. De Raadt had een hooggestemde kijk op zijn pupillen: "In iedere leerling zien wij de lieveling der moeder, de hoop des vaders, de verwachting der familie en de toekomstige verzorger der zijnen". In 1830 had elke leerling de zorg voor een eigen stukje tuin. Omstreeks 1850 werden reeds lessen gymnastiek en schermen ingevoerd, destijds een noviteit. Als docent voor de moderne vreemde talen werden native speakers aangesteld. Door Britse leraren op Noorthey werd het cricket geïntroduceerd. In de sporthistorie geldt Noorthey ook als de plek waar voetbal in Nederland geïntroduceerd is. De Engelse leraren op Noorthey hadden meer affiniteit met de competitieve Engelse teamsportcultuur dan met het Duitse ideaal van individuele fysieke sporten als gymnastiek en turnen. Voetbal werd al snel even populair als cricket.
In 1849 droeg Petrus de Raadt de dagelijkse leiding over aan zijn assistent Johannes Henderik Kramers, die twee jaar later definitief directeur werd. In 1860 werd het schoolgeld vastgesteld op fl 1400 per jaar. Dit was alleen mogelijk doordat het instituut werd gesubsidieerd door het Genootschap Noorthey, dat De Raadt in 1851 had opgericht. Toen hij in 1862 stierf, erfde het genootschap zijn hele vermogen. Het werd beheerd door J.P. Treub, burgemeester van Voorschoten, die tot 1873 optrad als rentmeester van het genootschap.
Tot de komst van de Hoogere Burgerschool, vanaf 1864, was Noorthey een zeer gerenommeerd instituut. Daarna waren de gloriejaren voorbij, omdat men alles bij het oude liet. Het instituut was niet bevoegd om examens af te nemen, zodat de leerlingen uiteindelijk toch naar een andere school moesten om een diploma te behalen. Hoewel er nog een tijdlang genoeg leerlingen waren (de lijst van 1880 bevat 31 namen, waaronder vele uit de adel en het patriciaat), teerde Noorthey op oude glorie. In 1882 werd het instituut gesloten. Kramers bleef werkzaam in het onderwijs als arrondissements-schoolopziener te Rotterdam.
Onder leiding van de nieuwe directeur, de pedagoog dr. A.H. Raabe (1834-1899), werd Noorthey in 1888 heropend. Het was niet meer gevestigd in Veur, maar in Groot-Stadwijk te Voorschoten naast de Sint-Laurentiuskerk. Dit gebouw had De Raadt al in 1841 aangekocht. De classicus dr. J.W. Lely (1852-1923) was vanaf 1893 de laatste directeur. In 1907 werd het instituut definitief opgeheven.

## Thans

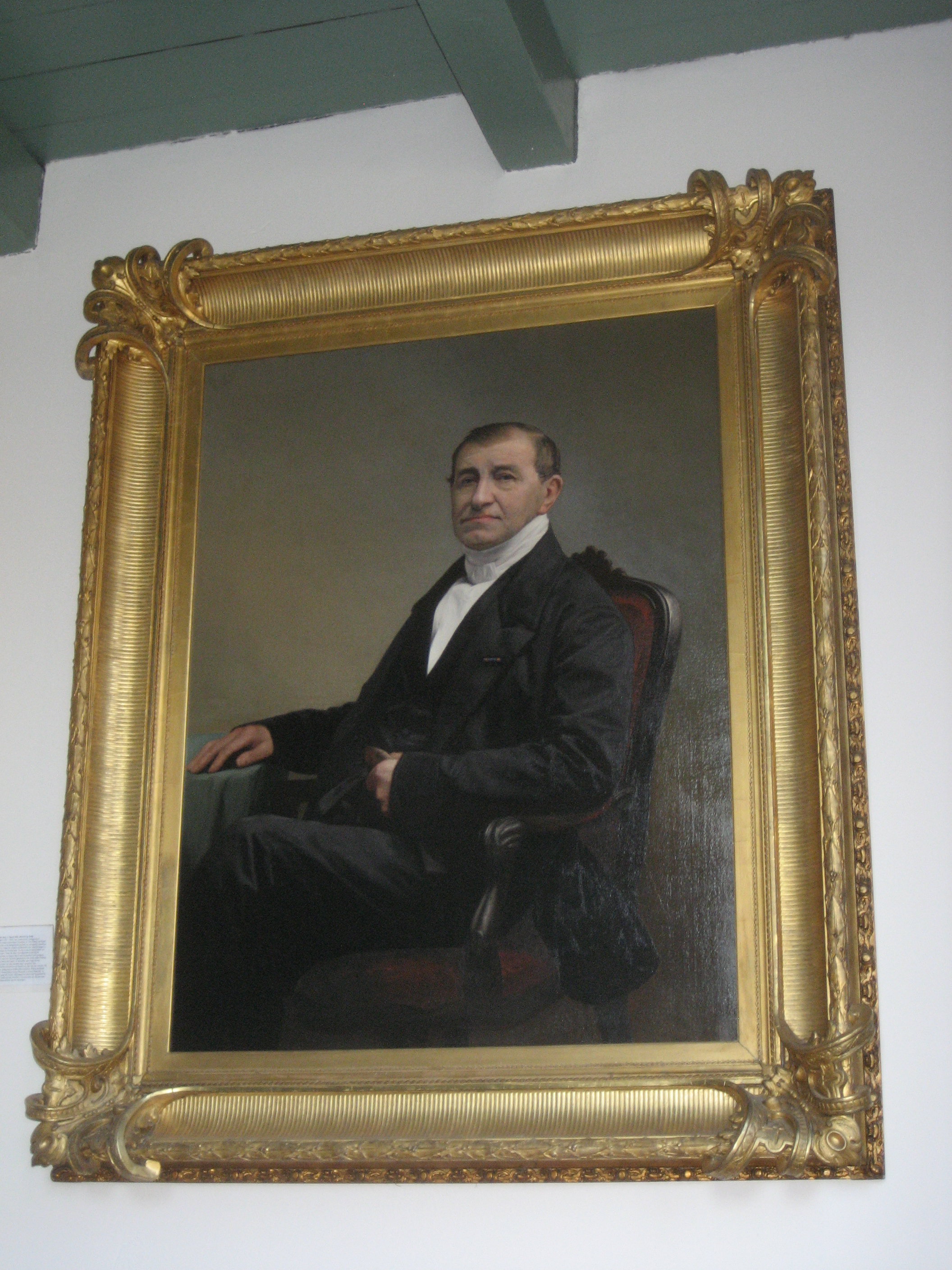
De Raadt (Jacob Spoel, 1865)

Het Genootschap Noorthey bestaat nog steeds en verstrekt onder meer beurzen en leningen aan talentvolle studenten, "zo veel mogelijk in de geest van wijlen de Heer P. de Raadt", zoals geformuleerd in de statuten. De leden behoren tot het nageslacht van oud-leerlingen van het Instituut Noorthey.
In het Baljuwhuis in de Voorstraat in het centrum van Voorschoten bevindt zich de Noorthey Kamer, een stijlkamer met portretten van Petrus de Raadt en zijn echtgenote, in 1865 geschilderd door Jacob Spoel.

## Academisch onderzoek
In 2020 promoveerde Jan Luitzen aan de Radboud Universiteit in Wageningen op het proefschrift Vivat! Vivat Noorthey! Een cultuurhistorisch onderzoek naar de introductie van cricket, voetbal en lawntennis in Nederland . Deze studie heeft als onderwerp het transnationationale proces van de introductie en verspreiding van moderne Engelse sporten in Nederland in het midden van de negentiende eeuw. De vraag die daarbij centraal staat is in welke opzichten de microgeschiedenis van de protestants-christelijke jongenskostschool Noorthey (1820-1882) de bestaande geschiedschrijving over de introductie van Engelse sport in Nederland problematiseert of nuanceert.
De analyse van de subcultuur van het elite-instituut Noorthey, met de daar werkzame docenten en schoolgaande leerlingen, heeft een nauwkeurige identificatie opgeleverd van de (sport)cultuurmakelaars en (sport)netwerkbouwers die een cruciale spil-rol hebben gespeeld bij de introductie, beoefening en verspreiding van de Engelse sporten cricket en hockey (vanaf 1845) en voetbal (vanaf 1854). 
Het sterkste bewijs voor het eerste Nederlandse association-football op de kostschoolgrond van Noorthey is een concrete bewijsbrief van een Noorthey-leerling voor een partijtje voetbal op 3 oktober 1864. Op 8 oktober 1864 schreef de 13-jarige Jan Cornelis Gülcher aan zijn vader:
‘Nu zal ik U eens vertellen wat er op Maandag geschied is. Toen in het begin van het eerste speeluur kwam de Engelsche meester naar mij toe en zeide: “We play foot-ball today.” Ik vond dit heel aardig daar het cricket mij niet meer beviel. Dit spel is heel goed als het koud is, daar men een groote gommelestieke bal, die met leder omwonden is en bijna 3 palm middenlijn heeft, moet voortschoppen, doch bij het eerste spel brak de bal en nu moet hij naar Londen om gemaakt te worden.Intusschen spelen wij nu een ander spel, gandi genaamd, dat bijna hetzelfde is maar waarbij men een gewone bal met stokken moet voortslaan.’ 

## Bekende docenten
- Édouard Piaget, Zwitsers entomoloog, gaf in zijn jonge jaren Frans
- P.C. Boutens, dichter, gaf klassieke talen van 1894 tot 1904
- Nicolaas Godfried van Kampen, letterkundige en historicus, gaf diverse vakken, waaronder Hoogduits, van 1823 tot 1829
- Cornelis Hendrik van Amerom, kunstschilder en fotograaf, gaf 33 jaar tekenles op Noorthey

## Bekende leerlingen

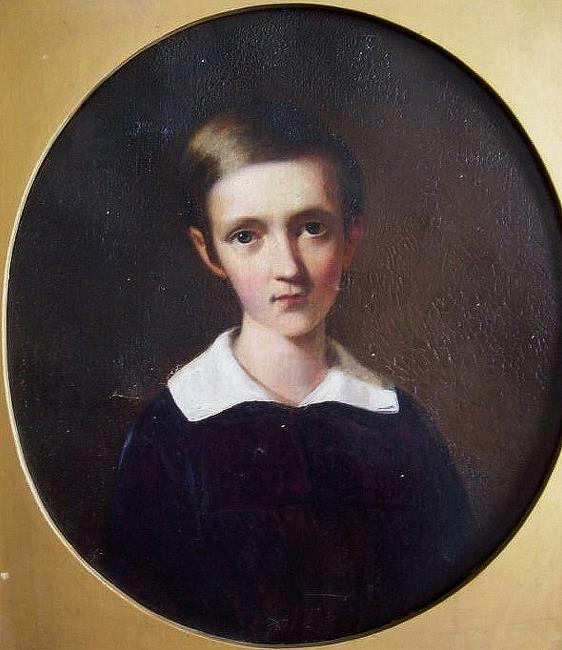
Arnoud Willink (1836-1847), leerling

- Kroonprins Willem van Oranje-Nassau (1840-1879), de oudste zoon van koning Willem III en koningin Sophie. Vanaf 4 maart 1851 verbleef de prins ruim drie jaar op Noorthey, waarbij ook zijn gouverneur Eduard de Casembroot hem bleef begeleiden. De koning en de koningin zijn allebei een aantal maal op bezoek geweest, maar nooit samen.
- Johannes Kneppelhout, schrijver, bekend onder het pseudoniem "Klikspaan"
- Hendrik Willem van Loon, naar de VS verhuisd auteur en tekenaar
- Jan Bastiaan Molewater, de eerste directeur van het Coolsingelziekenhuis te Rotterdam
- Jérôme Alexander Sillem, jurist en politicus
- Emile Jérôme Sillem, civiel ingenieur
- John Sillem, bankier
- Henrik Sillem, jurist en sportschutter
- Willem Johan Jacob Cornelis Bijleveld, historicus en archivaris, werd secretaris van het Genootschap Noorthey
- Anton Johan Adriaan van Herzeele, de mecenas van zijn vroegere leraar P.C. Boutens
- Timon Henricus Fokker (1880-1956), diplomaat en kunsthistoricus
- Willem ("Willie") van Tets (1885-1900), de jonggestorven leerling voor wiens nagedachtenis Boutens het gedicht Naenia schreef
- George van Tets van Goudriaan, broer van Willem van Tets, directeur van het Kabinet der Koningin van 1921 tot 1945
- Constant Feith, adellijk HVV-voetballer en HCC-cricketer, later rechter

## Publicaties
- Jan Luitzen: Vivat! Vivat Noorthey! Een cultuurhistorische analyse van de introductie van cricket, voetbal en lawntennis in Nederland en de rol daarbij van jongenskostschool Noorthey en haar alumni, 1820-1886. Emst, Sportliteratuur Uitgeverij, 2020. ISBN 9789460210525